# 嬌黃錐拱獸面紋鼎

## 年代
明朝（西元16-17世紀），作者周丹泉是景德鎮著名的陶瓷仿古專家，生存年代在明朝隆慶、萬曆年間，此瓷器的生產年代應介於十六世紀末期至十七世紀初期，地點為中國的景德鎮。

## 外觀
此爐玲瓏嬌小，約莫兩個手掌大，其外觀為圓鼎造型，爐口兩側各有一立耳為裝飾，底部管狀三足承接其重量，恰成完美的三足鼎立，平均分擔其重量。每足壁皆有精美的裝飾性泥條，恰似脊椎形狀、捲曲如雲般的紋路。
為避免此件精細嬌小的瓷器在燒製的過程破裂，足壁內有中空的設計，每個足壁朝內的方向上各有一透氣小口。
此鼎通體罩施嬌黃色釉（帶點粉紅的淺黃色），釉質透亮，僅三足底露白胎，若側視則可稍微看見若隱若現的五彩光澤，以上種種特色亦符合了北宋定窯的幾個特徵：胎土白淨、紋飾精美、釉色為溫潤微黃的奶白色，
爐身前後兩面劃獸面紋飾，爐身有象徵財富的金錢紋做裝飾，而左右兩側更飾以朵花象徵富貴，
底部雕刻「周丹泉造」四字楷款陰刻楷體款識，此四字清晰可見，為台北國立故宮博物院典藏唯一刻有周丹全款識的作品。

## 圖集

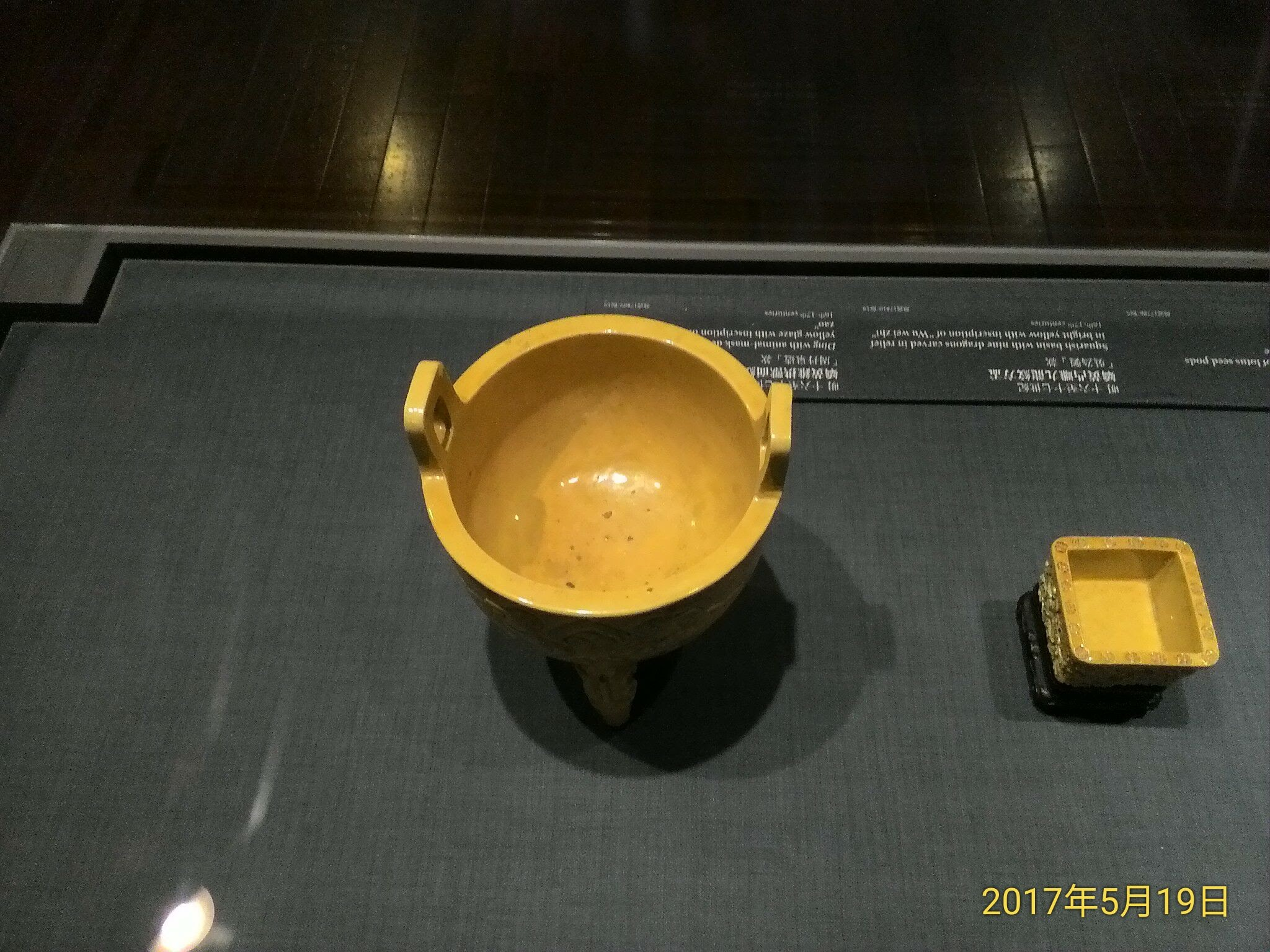
嬌黃錐拱獸面紋鼎，俯視
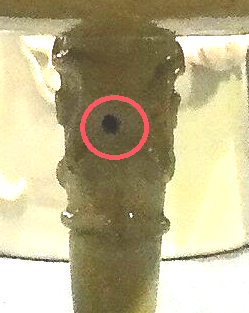
嬌黃錐拱獸面紋鼎-足壁小洞
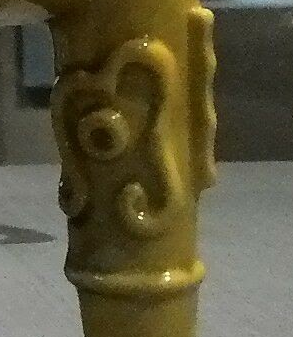
嬌黃錐拱獸面紋鼎-足壁上裝飾用泥條
嬌黃錐拱獸面紋鼎-獸面紋
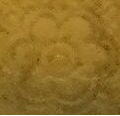
朵花紋
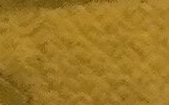
金錢紋